# 西北大学普利兹克法学院
西北大学普利兹克法学院（Northwestern University Pritzker School of Law）是一所自1859年起在美国伊利诺伊州芝加哥创设的法学院，附属于西北大学。该学院跟主校区不在一起，而是另外在芝加哥市区建有校区，临近密歇根湖。

## 排名
2021年该学院在《美国新闻与世界报道》的法学院排名里，與柏克萊加利福尼亞大學、密西根大學並列全美第9名。

## 历史
该院历史可以上溯到创建于1859年老芝加哥大学的联合法学院，在1873年由老芝加哥大学和西北大学联合管理，在老芝大关闭后于1893年正式由西北大接手。该院是芝加哥地区创建的第一所法学院。